# وي تشاو
وي تشاو (بالصينية: 魏釗) (29 أغسطس 1983 في الصين - ) هو مدرب كرة قدم ولاعب كرة قدم صيني في مركز حراسة المرمى. شارك مع منتخب هونغ كونغ لكرة القدم. أما مع النوادي، فقد لعب مع غوانغجو إفرغراند تاوباو ونادي جنوب الصين ونادي سون هي وهونغ كونغ رينجرز وGuangzhou Matsunichi F.C. ‏ وTianjin Tianhai F.C. ‏ وTuen Mun SA ‏.

## وصلات خارجية
- وي تشاو على موقع الاتحاد الدولي (مؤرشف)  (الإنجليزية)
- وي تشاو على موقع قاعدة بيانات كرة القدم.إي يو (الإنجليزية)
- وي تشاو على موقع ناشيونال فوتبول تيمز (الإنجليزية)